# 10188 Yasuoyoneda
10188 Yasuoyoneda este un asteroid din centura principală de asteroizi.

## Descriere
10188 Yasuoyoneda este un asteroid din centura principală de asteroizi. A fost descoperit pe 14 mai 1996 la Moriyama de Robert H. McNaught și Yasukazu Ikari. Asteroidul prezintă o orbită caracterizată de o semiaxă mare de 2,41 ua, o excentricitate de 0,24 și o înclinație de 10,0° în raport cu ecliptica.